# Ronisia
Ronisia is een geslacht van vliesvleugelige insecten uit de familie van de mierwespen (Mutillidae). De wetenschappelijke naam van het geslacht is voor het eerst geldig gepubliceerd in 1858 door Achille Costa. Costa creëerde dit geslacht voor Ronisia torosa uit Italië, dat hij als een nieuwe soort beschouwde. In realiteit bleek dit echter een variëteit van Mutilla barbara Linnaeus. Costa schrapte later zelf de geslachtsnaam Ronisia en rekende Ronisia tot Mutilla. In 1899 nam William Harris Ashmead Ronisia opnieuw op als geslacht in de familie Mutillidae.

## Soorten[3]
- Ronisia barbara (Linnaeus, 1758)
- Ronisia barbarula (Petersen, 1988)
- Ronisia brutia (Petagna, 1787)
- Ronisia ghilianii (Spinola, 1843)
- Ronisia marocana (Olivier, 1811)